# شاه‌مرادلی (فکه)
شاه‌مرادلی (به ترکی استانبولی: Şahmuratlı) یک منطقهٔ مسکونی در ترکیه است که در فکه، ترکیه واقع شده‌است.